# Scaeva sinensis
Scaeva sinensis är en tvåvingeart som först beskrevs av Sack 1938.  Scaeva sinensis ingår i släktet glasvingeblomflugor, och familjen blomflugor. Inga underarter finns listade i Catalogue of Life.